# Açıkgöz
Açıkgöz (türk. für „pfiffig, schlau“; auch „Schlaukopf“) ist ein türkischer Familienname. Außerhalb des türkischen Sprachraums tritt vereinzelt die nicht-türkische Schreibweise Acikgöz auf.

## Namensträger
- Can Açıkgöz (* 2000), deutsch-türkischer Hörbuchsprecher
- Dilara Açıkgöz (* 2004), deutsch-türkische Fußballspielerin
- Gökhan Açıkgöz (* 1993), türkischer Fußballspieler
- Hadise Açıkgöz (* 1985), belgisch-türkische Pop-Sängerin und Fernsehmoderatorin, siehe Hadise
- İlayda Açıkgöz (* 2004), deutsch-türkische Fußballspielerin
- Meltem Acikgöz (* 1989), deutsche Sängerin türkischer Herkunft
- Tuğçe Açıkgöz (* 1993), türkische Schauspielerin